# Nicolas Hasler
Nicolas Hasler, född 4 maj 1991, är en liechtensteinsk fotbollsspelare som spelar för FC Vaduz. Han är därtill lagkapten för Liechtensteins landslag.
Hasler är son till Rainer Hasler (1958–2014), som 2003 utsågs till Liechtensteins Golden player.

## Fotbollskarriär

### Klubblagskarriär
Nicolas Hasler spelade för de liechtensteinska klubbarna Triesen, Balzers, Eschen/Mauren och FC Vaduz där han skulle få sitt genombrott i den senaste. Han spelade för Vaduz mellan 2011 och 2017.
Efter att inte ha kommit överens med Vaduz om en kontraktsförnyelse lämnade han klubben för spel med Toronto FC i MLS. Han blev därmed förste liechtensteinare i ligan. Hasler spelade därefter för två andra MLS-klubbar, Chicago Fire och Kansas City, innan han 2020 återvände till det schweiziska ligasystemet för att spela för FC Thun.
Sedan 2022 spelar han åter för FC Vaduz.

### Landslagskarriär
Hasler har spelat över 90 landskamper för Liechtensteins landslag.
Hasler utsågs till årets fotbollsspelare i Liechtenstein 2015, 2017 och 2018.